# Tırazlı, Karabağlar
Tırazlı là một xã thuộc huyện Karabağlar, tỉnh İzmir, Thổ Nhĩ Kỳ. Dân số thời điểm năm 2010 là 151 người.